# Official Hangover Parody
Official Hangover Parody ist eine US-amerikanische Porno-Parodie auf die US-amerikanische Filmkomödie Hangover aus dem Jahr 2009.

## Handlung
Kurz vor seiner Hochzeit feiert Doug (Jordan Epstein) mit seinen Freunden Junggesellenabschied in Las Vegas. Als sie am nächsten Tag wieder zu sich kommen, herrscht Chaos im Hotelzimmer. Die Freunde können sich an nichts mehr erinnern. Mit einer Reihe von Indizien versuchen sie den Feierabend zu rekonstruieren.

## Nominierungen
- Der Film wurde bei den AVN Awards 2013 in 11 Kategorien (u. a. Best Parody - Comedy, Best Group Sex Scene, Best Solo Sex Scene (Tori Black), Best Supporting Actress (Tori Black und Kimberly Kane)) nominiert.
- Der Film erhielt zudem 2013 eine Nominierung bei den XRCO Awards in der Kategorie „Best Parody (Comedy)“.